# تضمين فضائي
تضمين تفضائي (بالإنجليزية : Space Modulation) هو أسلوب تضمين سعوي لسعه إشارة الراديو المستخدمة في أنظمة معدات الهبوط في الطائرات. يشتمل على استخدام هوائيات متعددة.تضمين تردد الراديو والمراحل لخلق أعماق مختلفة من خلال تعديل أحجام مختلفة من الأجواء ثلاثية الأبعاد. تعديل هذا الأسلوب يختلف عن أساليب التضمين السعوية الأخرى الداخلية داخل معظم أجهزة البث الإذاعي الأخرى في تلك المراحل وهو مزيج إشارتين مستقلتين في فضاء واحد والفرق هو في السعة والطور، وليس في المغير.